# Gradišče, Kozje
Gradišče este o localitate din comuna Kozje, Slovenia, cu o populație de 53 de locuitori.